# 夏至カレー
夏至カレー（げしカレー）は、夏至の日にカレーを食べることを推進する運動。2015年頃からSNS上で広まった。

## 概要
京都市伏見区のフォトグラファー 中田絢子が発案し、SNSでの発信によって広まった。2018年の夏至にはTwitterのトレンドで6位になる盛り上がりを見せた。「夏至カレーナイト」イベントの開催や、京都市内のカレー店で限定メニューの提供なども行われている。食べるカレーに厳密な決まりはなく、家のカレーでも、専門店のものでも、カレー味の菓子でもよい。食べる日も夏至の当日でなくてもよい。中田は「太陽に感謝し、カレーをおいしくいただき、今年前半を労うとともに後半の健康を願う」イベントだと定義している。

## 来歴
2007年、就職1年目だった中田は、仕事終わりでもまだ空が明るい夏至の夜を楽しむために、好物のカレーを食べることを思い立った。翌年からは友人や家族も巻き込んで楽しむようになった。2009年、中田がTwitterで夏至カレーのことをつぶやくと好意的な反応があった。京都市に移り住んだ2014年から、節分の恵方巻きや冬至のかぼちゃのように親しまれることを期待して、積極的な発信を始めた。中田は自らを「夏至カレー大使」と名乗り、SNSで発信したり京都や大阪のカレー店にチラシを置かせてもらったりして普及に勤しんだ。2016年には夏至カレーのTwitterアカウントを開設し、公式ポスターを作成。2017年にはTシャツを制作しインターネットで販売した。また、京都市内で「夏至カレーナイト」イベントを開催。2018年の夏至には「夏至カレー」がTwitterのトレンドで6位になった。2020年以降は、夏至カレーのイラストや短編小説、俳句などを発表する人も現れ、カレーの写真の投稿に留まらない多様な創作活動が見られるようになった。

## 関連イベント
2017年6月、水間鉄道でオリジナルヘッドマークを10日間掲出。2018年7月には、水間観音駅車庫で「夏至カレーフェス」が開催された。
また、2017年6月、集まってカレーを食べる「夏至カレーナイト」イベントを京都市内で開催。SNSと口コミで参加者を募ると50人が来場した。2018年に第2回を開催、80人が参加した。2019年には150人が集まった。中断を挟み2022年以降も開催されている。
伏見区の納屋町商店街では、2018年から商店街振興組合が独自に「カレーなるイベント」を開催していたが、第3回の2019年は夏至カレーをテーマにして開催した。カレー店やベーカリーなど約20店がオリジナルメニューを携えてブースを出店した。2023年はスタンプラリー形式で開催。飲食店や呉服店などが参加し、カレーライスやカレーラーメン、カレーの柄の手ぬぐいなどが売り出された。2025年は2019年以来の食べ歩き形式で開催。カレーの街として知られる東京・下北沢でも2023年から複数店が参加し夏至カレーイベントが開催されるようになった。
夏至カレーの広まりには電通も注目し、2017年、 中田と共同で商標を取得。催事の少ない6月の目玉になると考え、2019年にはイトーヨーカドーに持ち掛け、旗艦店の一つである大森店(東京都)で夏至カレーの特設コーナーが作られた。この施策の結果、大森店はカレー・シチュー部門で全店トップの売上を記録した。翌2020年の夏至にはキャンペーンの本格展開を計画していたが新型コロナウイルス感染症の拡大が続き中止となった。